# Ypsilon
|  | Denne artikel omhandler det græske bogstav. Se Ypsilon (bro) om den norske bro. |
Ypsilon (Υ υ) er det tyvende bogstav i det Græske alfabet, det svarer til det danske y. På tysk har bogstavet y navnet "Ypsilon".

## Computer
I unicode er Υ U+03A5 og υ er U+03C5.
|   | decimal | hex     | HTML      |
| - | ------- | ------- | --------- |
| υ | &#965;  | &#x3c5; | &upsilon; |
| Υ | &#933;  | &#x3a5; | &Upsilon; |